# Đảo Chim, Slovakia

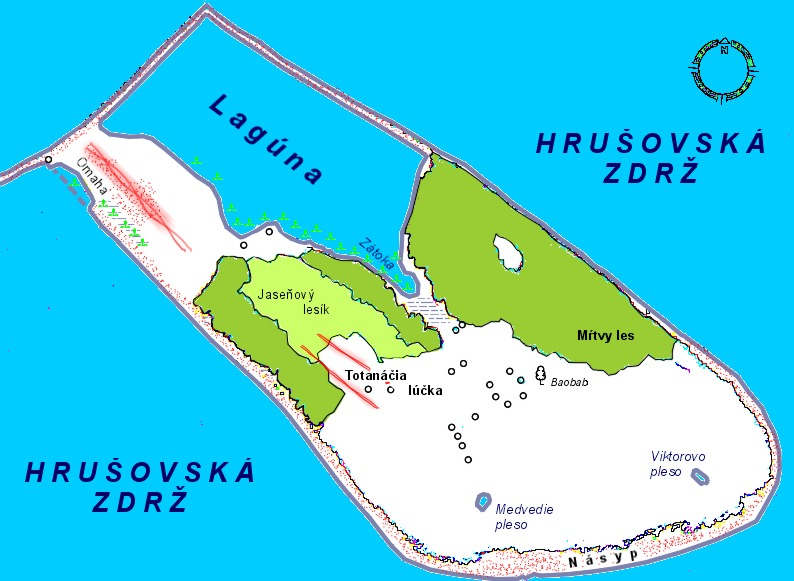
Đảo Chim

Đảo Chim (tiếng Slovak: Vtáčí ostrov) là một hòn đảo nổi tiếng, có diện tích khoảng 6,86 hécta (17,0 mẫu Anh) nằm ở gần trung tâm của Hồ chứa Gabčíkovo, phía tây nam của thị trấn Šamorín, Slovakia. Công trình xây dựng đập Gabčíkovo-Nagymaros trên sông Danube đã vô tình hủy hoại môi trường sống của các sinh vật trong khu vực này. Do đó chính quyền địa phương quyết định tiến hành xây dựng Đảo Chim để đền bù hậu quả. Hòn đảo là khu bảo tồn đặc biệt dành cho các loài thủy cầm (chim nước). Đây là nơi sinh sản quan trọng nhất của mòng biển Địa Trung Hải (Larus melanocephalus) và choắt nâu (Tringa totanus). Do đó, khu bảo tồn trên đảo không mở cửa cho khách tham quan vào mùa đông và mùa sinh sản của động vật.

## Tầm quan trọng đối với các loài chim
- Địa điểm sinh sản quan trọng nhất của mòng biển ở Slovakia.[2]
- Hòn đảo là một trong những địa điểm sinh sản còn sót lại của các loài thủy cầm sau khi xây dựng hồ chứa Gabčíkovo và các nhánh của sông Danube bị ngăn dòng.[2]
- Việc bảo vệ môi trường có tầm quan trọng rất lớn đối với sinh sản của các loài thủy cầm.[2]

## Địa lý
- Diện tích 6,86 hécta (17,0 mẫu Anh)

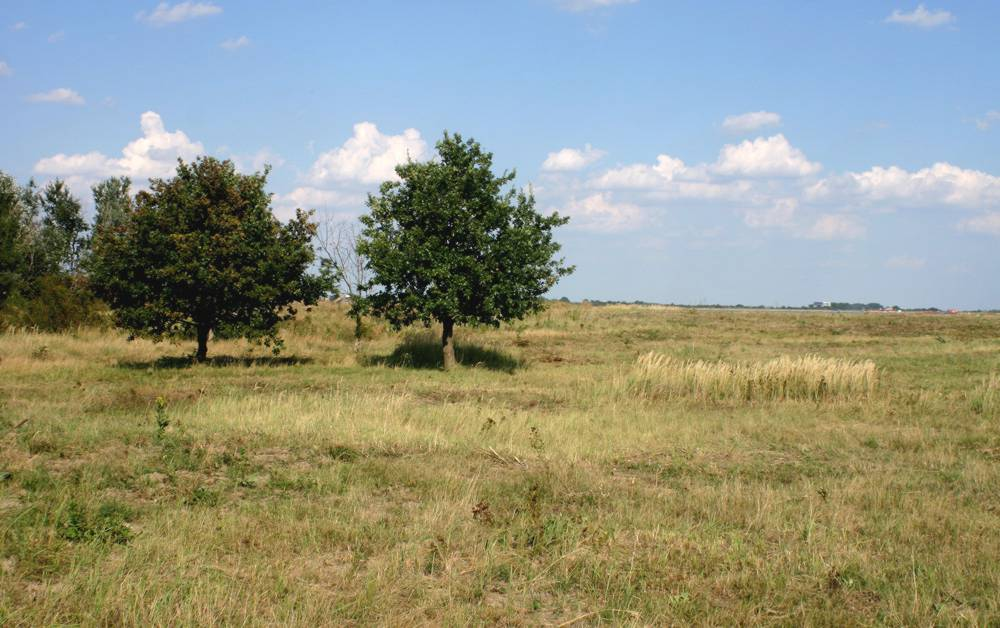
Quang cảnh của hòn đảo, Tác giả: Štefan Benko

- Cảnh quan chính trên đảo là đồng cỏ, không có rừng rậm.
- Bờ của đảo nhiều đá nên rất khó tiếp cận.
- Khoảng cách đến sông Danube là 700 mét (2.300 ft)

## Các loài chim
- Mòng biển đầu đen
- Mòng biển Địa Trung Hải
- Chim nhàn

## Chim trú đông
- Vịt búi lông
- Vịt đầu đỏ
- Ngỗng ngực trắng